# 酒井琢朗
酒井 琢朗（さかい たくろう、1917年 - 2005年11月14日）は、日本の人類学者。長野県塩尻市出身。東京歯科医学専門学校（現東京歯科大学）卒。愛知学院大学名誉教授。

## 著書
- 酒井琢朗; 佐伯政友 (1986), “推薦のことば”, in 後藤仁敏; 大泰司紀之, 歯の比較解剖学, 医歯薬出版, pp. iii-iv, ISBN 4263400704
- 酒井琢朗 (1990), 酒井琢朗教授定年退職記念事業会, ed., 酒井琢朗教授定年退職記念誌, 愛知学院大学歯学部第一解剖学教室

## 論文
- 国立情報学研究所収録論文 国立情報学研究所

## 賞詞
- 勲三等瑞宝章(1991年4月29日)